# Henri Sieber
Pour les articles homonymes, voir Sieber.
Henri Sieber (1804 à Fluntern - 17 janvier 1882 à Paris) est un négociant et industriel français d'origine suisse.

## Biographie
Originaire de Fluntern, près de Zurich, Jean Henri Sieber, dont la famille protestante et germanophone fait le négoce de la soie, débute comme commis et s'installe en France, où il sera naturalisé .
Se liant avec Jacques Paturle et les Seydoux, il reprend en 1838 la direction de la maison parisienne de Paturle-Lupin & Cie, située rue de Paradis-Poissonnière, qui devient la société Paturle-Lupin, Seydoux, Sieber & Cie. Son associé, Auguste Seydoux (le frère de Charles Seydoux (1796-1875)), assure la direction des usines du Cateau-Cambrésis. Il s'agit du plus important établissement industriel du département du Nord, avec un chiffre d'affaires de 20 millions de francs en 1834 et 1300 ouvriers en 1849. 
Le 4 mai 1842, il épouse Angélique Seydoux (1823-1883), fille de son associé Auguste Seydoux et sœur de Charles Seydoux (deuxième du nom, 1827-1896). Ils seront les parents d' Auguste Henri Sieber (1843-1913), propriétaire de la goélette Velox, de Frédéric Sieber (1849-1923), propriétaire d'une écurie de chevaux de course et du yacht à vapeur Gabrielle, construit à Anvers en 1884  et les beaux-parents de Pierre René Bertrand, baron de Boucheporn (1852-1931), ancien élève de l’École polytechnique, capitaine d’artillerie, qui épousa leur fille, Angélique Marguerite Sieber (1854-1937), en 1878 .
Également vice-président de la Compagnie générale transatlantique, il siège au conseil d'administration de plusieurs compagnies d'assurance.
Membre du Comité consultatif des arts et manufactures à partir de 1861 et de la Commission permanente pour la fixation des valeurs, il succède le 31 janvier 1867 à Antoine-Narcisse Lafond en tant que régent de la Banque de France, où il siégera jusqu'en 1882 (siège I).

Portrait de son épouse, née Angélique Seydoux.

Il était propriétaire d'un hôtel particulier, avenue Vélasquez, à Paris.
Officier de la Légion d'honneur en 1861, Henri Sieber meurt le 17 janvier 1882. Il est enterré auprès de son épouse dans la chapelle des familles Seydoux - Sieber du cimetière communal du Cateau-Cambrésis .

### Sources
- Sylvie Vaillant-Gabet, « Mais ce que je vois avec un véritable effroi... » : Confessions d’Henri Sieber (1804-1882), négociant parisien au royaume duquel les grands industriels sont rois, Annales des Mines - Réalités industrielles, 2009/1 (Février 2009), p. 72-80 (Lire en ligne)
- Alain Plessis, Régents et gouverneurs de la Banque de France sous le Second Empire, Librairie Droz, Genève, 1985
- Jean Lambert-Dansette, Genèse du patronat : 1780-1880, Hachette, Paris, 1991
- Jean Lambert-Dansette, Histoire de l'entreprise et des chefs d'entreprise en France: Le temps des pionniers (1830-1880). Naissance du patronat, Tome II, L'Harmattan, Paris, 2001